# Mimetica siccifolia
Mimetica siccifolia är en insektsart som beskrevs av Henri Saussure och Francois Jules Pictet de la Rive 1898. Mimetica siccifolia ingår i släktet Mimetica och familjen vårtbitare. Inga underarter finns listade i Catalogue of Life.